# حمام دران
حمام دران مربوط به دوره قاجار است و در شهرستان کرمان، بخش مرکزی، روستای دران واقع شده و این اثر در تاریخ ۲۲ مرداد ۱۳۸۴ با شمارهٔ ثبت ۱۳۰۷۲ به‌عنوان یکی از آثار ملی ایران به ثبت رسیده است.